# Шалья

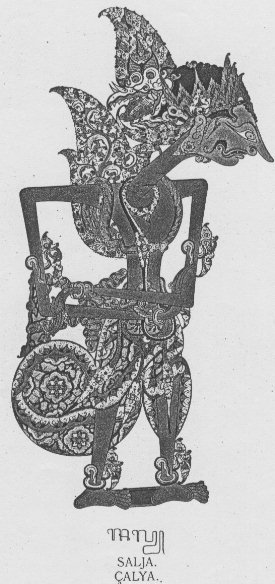
Шалья в яванской ваянге.

Ша́лья (санскр. शल्‍य; çalya — остриё стрелы, колючка, осколок) — герой древнеиндийского эпоса «Махабхарата», брат Мадри (второй жены царя Кауравов Панду и матери Накулы и Сахадевы), правитель царства Мадра. Могучий воин, умелый лучник и непревзойдённый знаток лошадей. На знамени Шальи изображён золотой лемех.

## Повествование
В юности Шалья состязался с другими царевичами за право жениться на Кунти, но проиграл Панду.
Шалья также участвовал в сваямваре Драупади, но не смог натянуть богатырский лук, а в схватке разгневанных женихов был повержен Бхимасеной. Moжет быть, из-за этого эпизода его отношения с Пандавами, несмотря на внешнюю почтительность племянников, были сложными.
Перед битвой на Курукшетре глава Кауравов Дхритараштра, ублажив Шалью роскошным приёмом (он велел построить дворцы на пути следования царя мадров), хитростью заставил его сражаться на стороне Кауравов против собственных племянников. Но в секретной беседе с ним царь Пандавов Юдхиштхира требует необычную услугу: когда в решающей схватке сойдутся два самых могучих поединщика со стороны Пандавов и Кауравов — Арджуна и Карна, — Карна наверняка выберет своим возницей Шалью, и тот должен будет деморализовать своего колесничного воина поносными речами и давать ему губительные советы, способствуя победе Арджуны. Юдхиштхира сам называет свою просьбу о предательстве непристойной, но настаивает на её выполнении.
Шалья обещает исполнить просьбу племянника, и всё происходит как было задумано. На семнадцатый день битвы Карна перед решающим поединком с Арджуной действительно просит Дурьодхану уговорить Шалью стать на время этого поединка возницей Карны. Выбор Карны неудивителен, так как Шалья славится искусством управления конями и колесницей, а от этой схватки зависит исход всей битвы. Шалья проявляет недюжинную хитрость, притворяясь оскорблённым (мол, как он, помазанный царь мадров, может унизиться до роли возницы безродного Карны?!) и даже угрожает вообще покинуть армию Кауравов. Наконец он даёт себя уговорить, но при одном условии: он имеет право говорить Карне всё, что пожелает.
Во время схватки Шалья действительно искусно управляет колесницей, но постоянно противоречит Карне, оскорбляет его, и предрекает ему поражение от руки Арджуны. После гибели Карны, на восемнадцатый день битвы Шалью назначили командующим армией Кауравов, поэтому последняя батальная книга «Махабхараты» — девятая — носит название «Шальяпарва».
В последний день битвы Шалья яростно сражается с Пандавами и доблестно гибнет от руки Юдхиштхиры; вместе с Шальей гибнут его сын и младший брат.